# Pietrasze (powiat olecki)
Pietrasze (niem. Pietraschen, od 1938 Petersgrund) – wieś w Polsce położona w województwie warmińsko-mazurskim, w powiecie oleckim, w gminie Świętajno.
W latach 1975–1998 miejscowość należała administracyjnie do województwa suwalskiego. W 2011 roku wieś otrzymała status sołectwa. Do 1994 roku działało we wsi Państwowe Gospodarstwo Rolne